# Bézancourt
Bézancourt – miejscowość i gmina we Francji, w regionie Normandia, w departamencie Sekwana Nadmorska.
Według danych na rok 1990 gminę zamieszkiwało 238 osób, a gęstość zaludnienia wynosiła 14 osób/km² (wśród 1421 gmin Górnej Normandii Bézancourt plasuje się na 667. miejscu pod względem liczby ludności, natomiast pod względem powierzchni na miejscu 96.).